# Hiperhidrosi
La hiperhidrosi és una trastorn caracteritzat per la presència excessiva de suor, superior a la requerida per a la regulació de la temperatura corporal. Encara que sigui només un trastorn físic, la hiperhidrosi pot deteriorar la qualitat de vida des d'una perspectiva psicològica, emocional i social. Ha estat anomenada per alguns "el desavantatge silenciós".
Tant la paraula diaforesi com la d'hidrosi poden significar la transpiració (en aquest sentit són sinònims de sudoració) o la transpiració excessiva, en aquest cas es refereixen a un trastorn clínic específic i poc específic.

## Classificació
La hiperhidrosi pot ser generalitzada o localitzada a parts específiques del cos. Les mans, els peus, les aixelles, l'engonal i l'àrea facial es troben entre les regions més actives de transpiració a causa de l'elevat nombre de glàndules sudorípares (les eccrines en particular) en aquestes zones. Quan la sudoració excessiva es localitzada (p. ex. palmells, plantes, cares, aixelles, cuir cabellut) es coneix com a hiperhidrosi primària o hiperhidrosi focal. La suor excessiva que implica tot el cos es denomina hiperhidrosi generalitzada o secundària. En general, és el resultat d'una altra trastorn subjacent.
La hiperhidrosi primària o focal pot dividir-se encara més per la zona afectada, per exemple hiperhidrosi palmoplantar (sudoració simptomàtica només de mans o peus) o hiperhidrosi gustativa (sudoració de la cara o pit uns instants després de consumir determinats aliments).
La hiperhidrosi també es pot classificar per l'inici, ja siguin congènita (presents en néixer) o adquirida (començant més tard en la vida). La hiperhidrosi primària o focal sol començar durant l'adolescència o fins i tot abans i sembla haver-se heretat com un tret genètic autosòmic dominant. S'ha de distingir de la hiperhidrosi secundària, que pot començar en qualsevol moment de la vida. La hiperhidrosi secundària pot ser deguda a un trastorn de la glàndula tiroide o de la hipofisiària, diabetis mellitus, tumors, gota, menopausa, determinats fàrmacs o l'enverinament per mercuri. Un tipus especial d'hiperhidrosi secundària és la hiperhidrosi nocturna.
Un esquema de classificació utilitza la quantitat de pell afectada. En aquest esquema, la sudoració excessiva en una àrea de 100 centímetres quadrats o més es diferencia de la suor que només afecta a una petita àrea.
Un altre esquema de classificació es basa en les possibles causes d'hiperhidrosi.

## Tractament
La crema antihidral és una de les solucions prescrites per a la hiperhidrosi dels palmells. Els agents tòpics per a la teràpia de la hiperhidrosi inclouen la loció de formaldehid, els anticolinèrgics tòpics, etc. Aquests agents redueixen la transpiració desnaturalitzant la queratina i, al seu torn, oclueixen els porus de les glàndules sudorípares. Tenen un efecte de curta durada. El formaldehid es classifica com a probable carcinogen humà. La sensibilització de contacte augmenta, especialment amb la formalina. El clorhidrat d'alumini (i, concretament, el clorur d'alumini hexahidrat) el s'utilitza en antitranspirants habituals. Tanmateix, la hiperhidrosi requereix solucions o gels amb una concentració molt més alta. Aquestes solucions antitranspirants o gels d'hiperhidrosi són especialment eficaços per al tractament de les regions axil·lars. Normalment, es triguen entre tres i cinc dies per veure la millora. L'efecte secundari més comú és la irritació de la pell. Per als casos greus d'hiperhidrosi plantar i palmar, hi ha hagut un cert èxit amb mesures conservadores com els antitranspirants de clorur d'alumini de major resistència. Els algorismes de tractament de la hiperhidrosi recomanen antitranspirants tòpics com a primera línia de teràpia per a la hiperhidrosi. Tant la International Hyperhidrosis Society com el Canadian Hyperhidrosis Advisory Committee han publicat directrius de tractament per a la hiperhidrosi focal que es diu que estan basades en l'evidència.

### Cirurgia
L'eliminació o la destrucció de les glàndules sudorípares és una opció quirúrgica disponible per a la hiperhidrosi axil·lar (excessiva transpiració de les aixelles). Hi ha diversos mètodes per a l'eliminació o destrucció de les glàndules sudorípares, com ara la succió de les glàndules sudorípares, el curetatge retrodèrmic i la liposucció axil·lar, que es pot fer amb làser. La succió de les glàndules sudorípares és una tècnica adaptada per a la liposucció.
L'altra opció quirúrgica principal és la simpatectomia toràcica endoscòpica (STE), que talla, crema o subjecta el gangli toràcic a la cadena simpàtica principal que recorre la columna vertebral.